# Équipe du Lesotho de rugby à XV
L'équipe du Lesotho de rugby à XV rassemble les meilleurs joueurs de rugby à XV du Lesotho. Elle évolue actuellement deuxième division de la Coupe d'Afrique.
Pour sa première participation à la compétition, le Lesotho a terminé quatrième de la poule est.

## Histoire
L'équipe nationale est créée après la formation de la fédération, actée en 2012.